# Josep Guia
Josep Guia i Marín (Valencia, 1947) es un político español de ideología comunista y pancatalanista, secretario general del Partit Socialista d'Alliberament Nacional dels Països Catalans (PSAN). Doctor en Matemáticas, ha sido profesor del Departamento de Álgebra en la Universidad de Valencia, en la que ha ocupado diversos cargos directivos. Es miembro del patronato y profesor de la Universidad Catalana de Verano. En 1986, la Fundación Jaime I, actualmente Fundación Carulla, le otorgó el premio de actuación cívica en la categoría de «divulgación de la cultura popular y tradicional».
Tiene publicados varios libros de ensayo sobre la cuestión nacional catalana: Països Catalans i Llibertat (1983), És molt senzill, dieu-li Catalunya (1985, cinco ediciones), Des de la Catalunya del Sud (1987), València, 750 anys de nació catalana (1988, premio de ensayo Joan Fuster) y Catalunya descoberta" (1990). Asimismo, es el editorialista de la revista Lluita. Ha publicado, en colaboración con Maria Conca, la edición revisada y ampliada del libro El Tractat de Almiçra (El Tratado de Almizra) (1994), varios artículos y ponencias de investigación paremiológica. Y el libro Els primers reculls de proverbis catalans (1996, premio Valeri Serra i Boldú). 
Últimamente, ha orientado sus investigaciones hacia el análisis fraseológico de Tirante el Blanco y de la obra completa de Joan Roís de Corella. Fruto de esta investigación son varios trabajos y el libro De Martorell a Corella: descubriendo al autor de "Tirant lo Blanc.".

## Controversia
En 2011, durante la celebración de una conferencia de Martín Garitano, diputado general de Guipúzcoa por Bildu, durante la Universidad Catalana de Verano, Josep Guia, participando entre el público, abogó por la no disolución de la banda terrorista ETA.